# Cryptocephalinae
Sous-famille
Les Cryptocephalinae sont une sous-famille d'insectes coléoptères chrysomélidés de plus de 355 espèces connues. 

## Classification
La sous-famille des Cryptocephalinae est décrite par Leonard Gyllenhaal en 1813.
Dans certaines classifications, Cryptocephalinae est synonyme de Clytrinae.
La sous-famille des Clytrinae est parfois remplacée par la tribu des Clytrini selon les classifications.
La taxinomie des insectes est en pleine évolution voire révolution, et les différentes classifications sont très disparates notamment concernant les sections situées entre les ordres et les genres.

## Principaux genres
- Cryptocephalus O.F. Müller 1764 (251 espèces)
- Acolastus Gerstaecker, 1855 (12 espèces)
- Melixanthus Suffrian, 1854 (2 espèces)
- Pachybrachis Chevrolat, 1837 (71 espèces)
- Stylosomus Lacordaire, 1845 (19 espèces)